# Bobište
Bobište (cyr. Бобиште) – wieś w Serbii, w okręgu jablanickim, w mieście Leskovac. W 2011 roku liczyła 2635 mieszkańców.